# Pangnirtung
Pangnirtung (Pangniqtuuq ᐸᖕᓂᖅᑑᖅ, „Platz des Karibubullen“) ist nach Iqaluit und Pond Inlet die drittgrößte der acht Siedlungen der Baffininsel (Nunavut-Region Qikiqtaaluuk). Die Gemeinde hatte zum Stand der Volkszählung im Jahr 2016 1481 Einwohner und liegt im südöstlichen Teil der Baffininsel auf einem schmalen Küstenstreifen am Pangnirtung Fiord, einem nach Norden verlaufenden Seitenarm des Cumberland Sound (Tinnujivik), vor einem schroffen, etwa 800 m hohen Gebirgspanorama. Der Ort verfügt über Linienflugverbindung (Canadian North).
1894 kam der anglikanische Reverend James Peck (1850–1924) in die Region und errichtete auf Blacklead Island (Ummanagjuaq) an der Südküste des Cumberland Sound eine erste Missionsstation. Er vermittelte den Inuit auch die Silbenschreibweise („syllabic system“) für Inuktitut, die Sprache der Inuit; das System breitete sich von hier über den ganzen kanadischen Nordosten aus. 1921 entstand ein Handelsposten der Hudson’s Bay Company, 1923 ein erster Posten der kanadischen Polizei (RCMP). 1929 wurde das ärztlich betreute anglikanische St. Luke’s Mission Hospital etabliert. 1956 sandte die kanadische Regierung den ersten Lehrer nach Pangnirtung und richtete 1962 eine Ortsverwaltung ein.
1973 entstand in Pangnirtung mit dem „Uqqurmiut Centre for Arts and Crafts“ das bislang jüngste Zentrum für Kunstgrafik (Schablonendrucke) und gewobene Wandbehänge des kanadischen Nordens. An bedeutenden Künstlern sind hier unter anderen zu nennen: Malaya Akulukjuk (1912–1995), Elisapee Ishulutaq (* 1925), Annie Kilabuk (1932–2005), Tommy Nuvaqirq (1911–1982), Lypa Pitsiulak (* 1943), Andrew Qappik (* 1964).
Bekannt ist Pangnirtung auch als Ausgangspunkt für Trekking-Touren im Auyuittuq-Nationalpark und für Bootstouren zum Kekerten Historic Park vor der Südwestküste der Cumberland-Halbinsel, wo Relikte der zwischen 1840 und 1920 betriebenen Walfangstation auf Kekerten Island (Qikiqtaq) zu besichtigen sind.

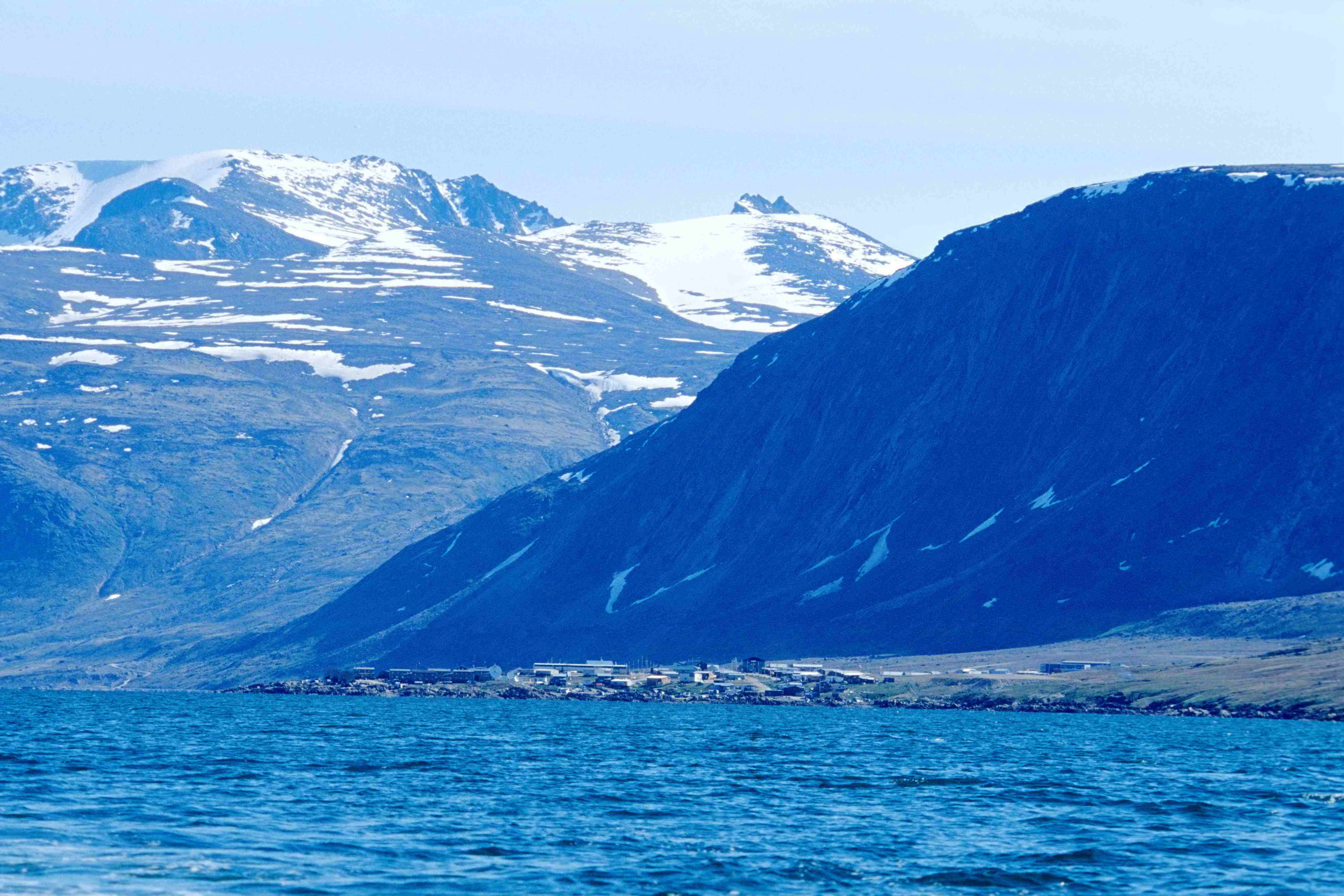
Siedlung Pangnirtung (Pangniqtuuq)
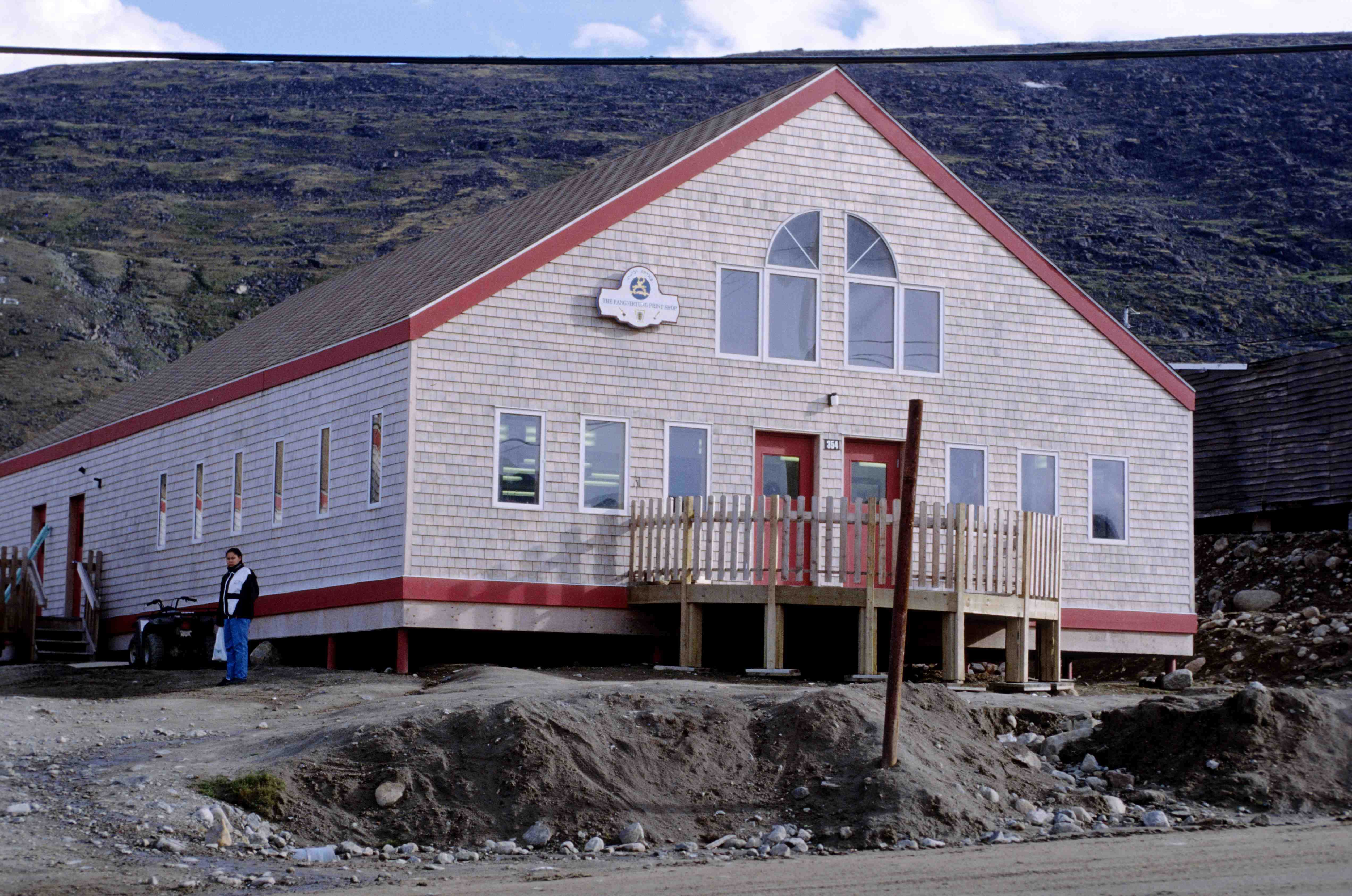
Pangnirtung: Gebäude für die Herstellung von Inuit-Kunstgrafik
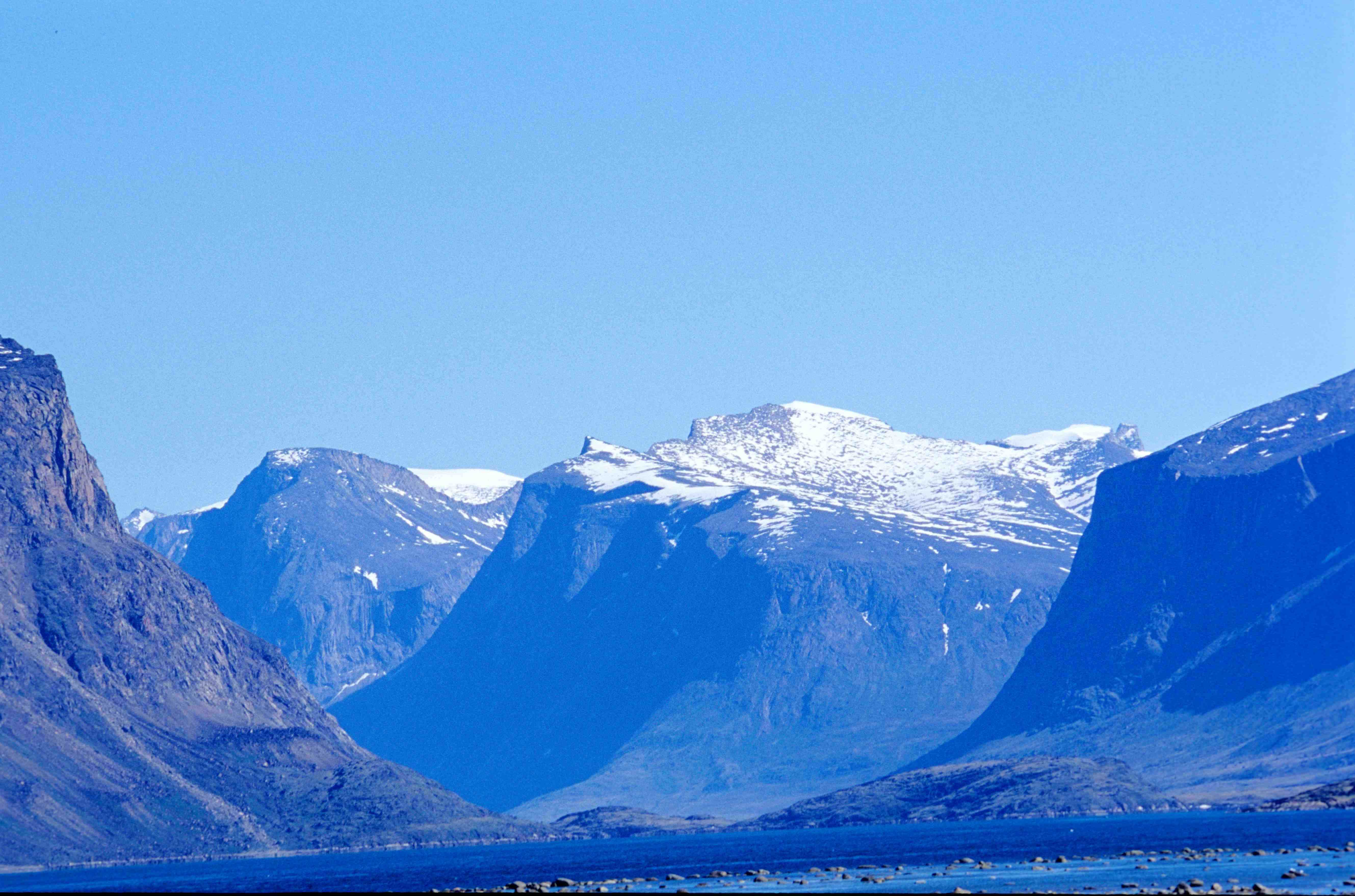
Blick von Pangnirtung auf den gleichnamigen Fjord in Richtung Aujuittuq-Nationalpark (Südwestseite)

## Persönlichkeiten
- Paul Okalik (* 1964), von 1999 bis 2008 erster Premierminister des kanadischen Territoriums Nunavut